# كريستيان فيرير
كريستيان فيرّير (بالإسبانية: Kristyan Ferrer)‏ هو ممثل مكسيكي، ولد في 1995 بمدينة مكسيكو في المكسيك.

## وصلات خارجية
- كريستيان فيرير على موقع IMDb (الإنجليزية)
- كريستيان فيرير على موقع قاعدة بيانات الأفلام العربية
- كريستيان فيرير على موقع ألو سيني (الفرنسية)
- كريستيان فيرير على موقع ميوزك برينز (الإنجليزية)
- كريستيان فيرير على موقع أول موفي (الإنجليزية)
- كريستيان فيرير على موقع قاعدة بيانات الأفلام السويدية (السويدية)
- كريستيان فيرير على موقع ديسكوغز (الإنجليزية)
- كريستيان فيرير على موقع قاعدة بيانات الفيلم (الإنجليزية)
- كريستيان فيرير على موقع كينوبويسك (الروسية)